# Соболевський (Медведевський район)
Со́болевський (рос. Соболевский, марій. Соболевский) — селище у складі Медведевського району Марій Ел, Росія. Входить до складу Азяковського сільського поселення.

## Населення
Населення — 153 особи (2010; 166 у 2002).
Національний склад (станом на 2002 рік):
- лучні марійці — 51 %
- росіяни — 40 %